# Maciej Giza
Maciej Giza (ur. 5 czerwca 1986) – polski lekkoatleta, specjalista - płotkarz, reprezentant AZS-AWF Kraków. Trener kadry seniorek w PZLA, trener grupy sprintu i płotkarzy/płotkarek w AZS-AWF Kraków. 
Medalista mistrzostw Polski w różnych kategoriach wiekowych, w tym m.in. wicemistrz kraju w biegu na 110 metrów przez płotki (2009) oraz dwukrotny brązowy medalista halowych mistrzostw kraju (2008 & 2010) na 60 metrów przez płotki. W 2005 reprezentował Polskę podczas mistrzostw Europy juniorów w Kownie, gdzie nie przeszedł eliminacji na 110 metrów przez płotki.

## Późniejsza kariera
Ukończył kierunek wychowanie fizyczne na AWF w Krakowie oraz studia podyplomowe na AWF w Katowicach na kierunku trener przygotowania motorycznego w drużynach. Pozostaje dyplomowanym nauczycielem wychowania fizycznego.

## Rekordy życiowe
- bieg na 110 m przez płotki – 14,16 (2010)
- bieg na 60 m przez płotki (hala) – 7,98 (2010)